# Monodia

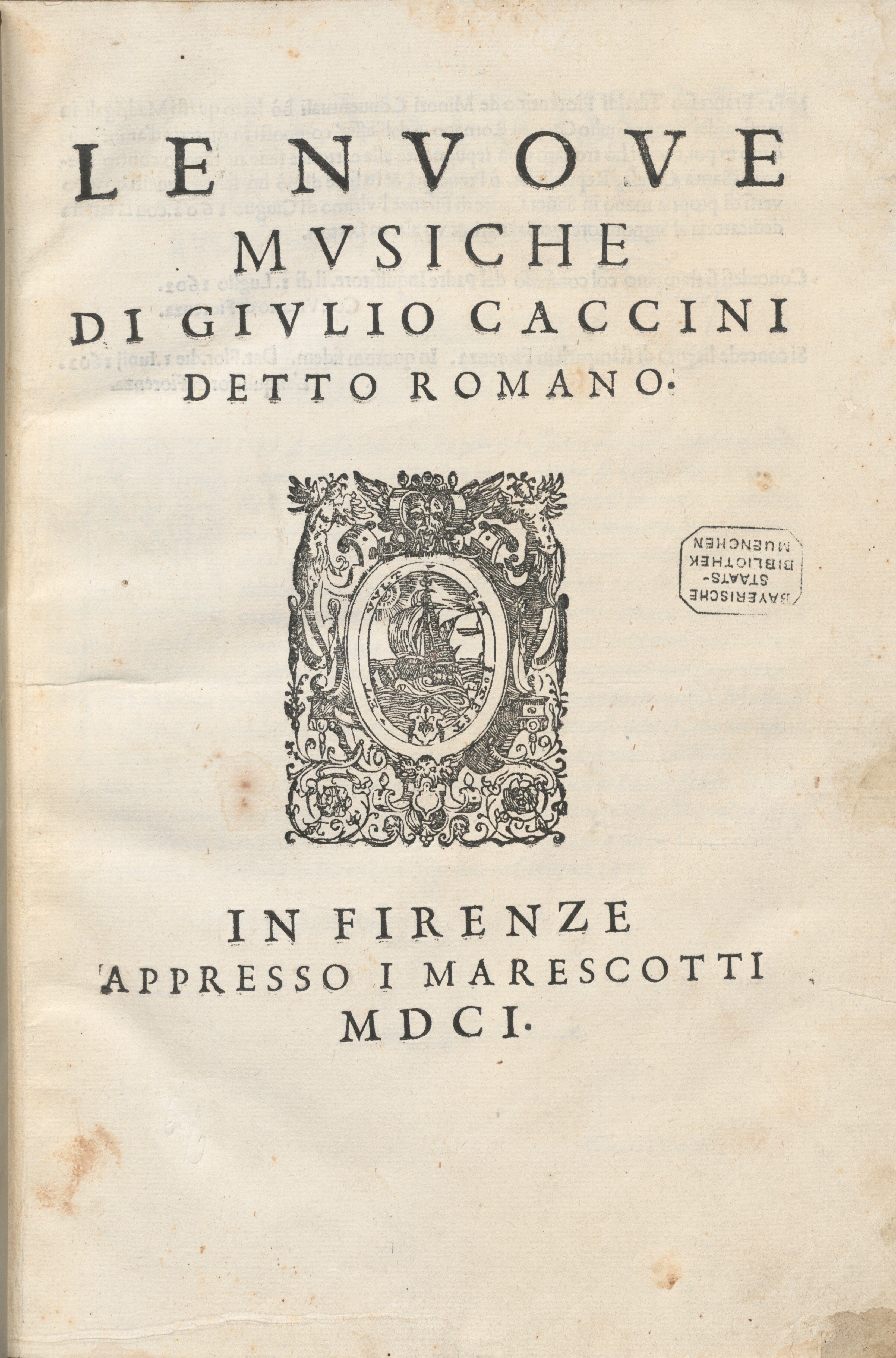
Portada de Le Nuove musiche de Giulio Caccini 1601, libro de canciones de estilo monódico.

Monodia etimológicamente proviene del término griego . μονῳδία [monodia], compuesto de μόνος [monos] que significa "solo, único" y ᾠδή [ode] que quiere decir "oda, canto".
En música, monodia generalmente hace referencia a una composición musical para una sola voz (una sola melodía) en contraposición a la polifonía. No obstante; es un término que ha variado a lo largo de la historia y, en consecuencia puede hacer referencia a dos conceptos diferentes: 
- La monodia o monofonía, que es la textura musical característica de la música medieval, como el canto gregoriano. En esta textura todas las voces e instrumentos que intervienen cantan o tocan simultáneamente la misma melodía, al unísono o a distancia de octava.[2][3] (Para ampliar información sobre este concepto, véase el artículo dedicado a la monofonía).

- La monodia acompañada o melodía acompañada es otro tipo de textura musical que proviene del estilo creado por la Camerata Florentina a finales del siglo XVI, en el que una única voz solista es acompañada por instrumentos. Así pues, estrictamente hablando esta textura no es monódica, sino de melodía acompañada. Sin embargo, recibió ese nombre ya que, en contraste con el estilo dominante entonces, era una sola voz la que conducía el discurso musical sobre un acompañamiento instrumental de acordes.[1]

## Monodia acompañada

### Historia
La monodia es un tipo de música que se puede encontrar en diversas culturas a lo largo de la historia, así como en gran parte de la música folclórica y popular. Sin embargo, esta denominación por lo general es aplicada a la canción italiana de comienzos del siglo XVII, especialmente en el período que va desde aproximadamente 1600 hasta 1640. Contrastaba entonces con la polifonía, en la que cada parte es igualmente importante y con la homofonía, en la que el acompañamiento no es rítmicamente independiente. 
Esta acepción se utiliza tanto para designar el estilo como para las canciones individuales (de modo que se puede hablar tanto de la monodia en su conjunto como de una particular monodia). El término es una invención reciente de los estudiosos, ningún compositor del siglo XVII llamó a ninguna de sus obras monodia.
La monodia se desarrolló a partir del intento por parte de la Camerata Florentina de recuperar las ideas de la Grecia Antigua acerca de la melodía y de la declamación en el teatro de la Antigua Grecia (probablemente con poca exactitud histórica). 
En ella una voz solista canta una voz melódica, generalmente con ornamentación considerable, sobre una línea de bajo rítmicamente independiente. La línea del bajo era en realidad un bajo continuo que en la interpretación era rellenada armónicamente de acuerdo con el cifrado indicado. 
Los instrumentos musicales de acompañamiento que ejecutaban el continuo podían ser el laúd, el chitarrone, la tiorba, el clavicordio, el órgano e incluso en ocasiones la guitarra. 
Algunas monodias eran arreglos para pequeños conjuntos musicales, pero la mayoría de las monodias eran compuestas de manera independiente para otras agrupaciones más amplias que eran comunes a finales del siglo XVI, especialmente en la escuela veneciana. 
El desarrollo de la monodia fue una de las características que definieron la práctica musical del barroco temprano, en contraposición al estilo de la música renacentista tardía en la que los grupos de voces cantaban independientemente y con un mayor equilibrio entre las voces.

### Géneros y formas musicales
Las composiciones en forma monódica podían ser llamadas madrigales, motetes, incluso concertos (en el sentido antiguo del concertato, que significa "con instrumentos") y naturalmente los números solistas de las primeras óperas.
El madrigal y el motete fueron dos formas musicales que desembocaron de la monodia, convirtiéndose ambas en formas solistas a partir de 1600 y tomando ideas prestadas de la monodia.
Los pasajes contrastantes en las monodias podían ser más melódicos o más declamatorios. Estos dos estilos de presentación evolucionaron dando lugar al aria y al recitativo, y la forma en conjunto se combinó con la cantata alrededor de 1635. 
El desarrollo paralelo de la canción solista con acompañamiento en Francia fue llamado air de cour. El término monodia no se suele aplicar a este tipo de canciones más conservadoras, que por otra parte conservaban muchas de las características musicales de la chanson renacentista. 
Un importante tratado antiguo sobre la monodia se encuentra recogido en la colección de canciones Le nuove musiche escrita por Giulio Caccini en Florencia en 1601.

### Compositores principales
- Arquíloco de Paros (712 a. C.-id., 664 a. C.)
- Vincenzo Galilei (1520 - 1591)
- Giulio Caccini (c.1545 - 1618)
- Emilio de' Cavalieri (c.1550 - 1602)
- Bartolomeo Barbarino (? - c.1617)
- Jacopo Peri (1561 - 1633)
- Claudio Monteverdi (1567 - 1643)
- Alessandro Grandi (c.1575 - 1630)
- Giovanni Pietro Berti (d. 1638)
- Sigismondo d'India (c.1582 - 1629)
- Claudio Saracini (1586 - c.1649)
- Benedetto Ferrari (c.1603 - 1681)

## En la poesía bizantina
En la poesía lírica griega bizantina, la monodia era un poema en el que una persona lamentaba la muerte de otra, esto es, una elegía fúnebre, un treno, epicedio o planto. En el contexto de la literatura de la Antigua Grecia la monodia sólo podría referirse a la poesía lírica cantada por un único intérprete en lugar de por un coro.